# Maine di Tethba
Nella tradizione storica e genealogica irlandese, Máiné di Tethba o Máiné mac Néill, fu un presunto figlio di Niall Noigiallach, e antenato apicale della dinastia degli Uí Maine.
Scrivendo di lui nel 1973, lo storico irlandese Francis John Byrne dichiarò che: "Potremmo quindi sospettare che l'Uí Máiné orientale sia stato assorbito con tanto successo nell'ambito degli Uí Néill che i loro re, per una gentile finzione, furono accettati nel circolo della dinastia dominante ... Il fatto che la data di morte annalistica di Máiné mac Néill nel 440 sia così molto prima di quella dei suoi presunti fratelli, suggerisce anche che fu adottato nella dinastia qualche tempo dopo che gli storici sintetici avevano accettato di spostare indietro la data del regno di Niall di una o più generazioni." 
Secondo un'altra tradizione tuttavia, il fondatore della dinastia e del regno degli Uí Maine sarebbe Máine Mór, figlio di Eochaidh Ferdaghiall e discendente di Colla da Chrioch, uno dei Tre Colla. Lui e i suoi due figli Breasal and Amhlaibh si trasferirono nelle terre del Connacht provenendo dal regno di Oriel.